# 優しい悲劇
「優しい悲劇」（やさしいひげき） は、日本のロックバンド、黒夢の3枚目のシングル。メンバーの臣が脱退後、初のシングル曲。

## 概要
テレビ朝日系『USO』エンディングテーマ。
2作連続オリコンチャートベスト１０入りを獲得。

## 収録曲
| 全作詞: 清春、全編曲: 黒夢, 佐久間正英。 |                |      |      |      |
| #                                        | タイトル       | 作詞 | 作曲 | 時間 |
| 1.                                       | 「優しい悲劇」 | 清春 | 清春 | 4:38 |
| 2.                                       | 「Gossip」     | 清春 | 人時 | 3:31 |

## カバー
- 2011年、シド(トリビュートアルバム『FUCK THE BORDER LINE』に収録)[1]